# 황구구

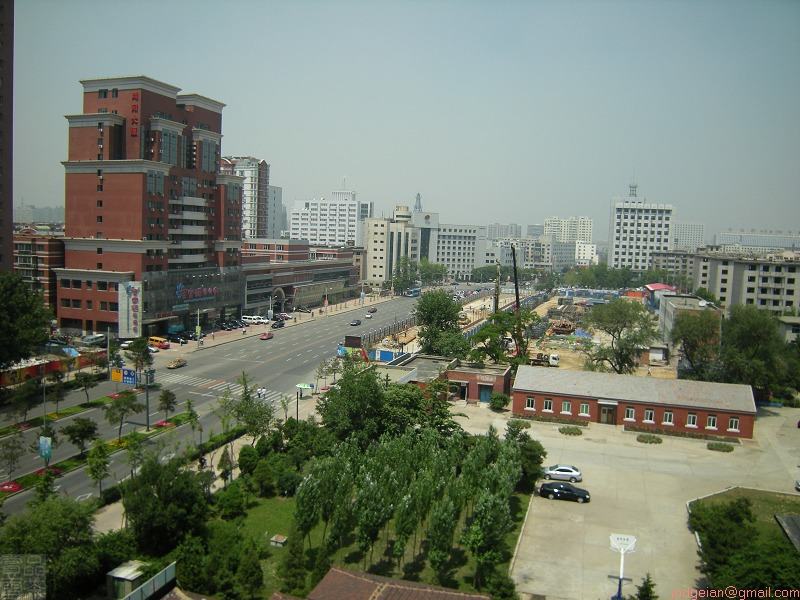

황구구(한국어: 황고구, 중국어: 皇姑区, 병음: Huánggū Qū)는 중화인민공화국 랴오닝성 선양시의 행정구역이다. 넓이는 37km2이고, 인구는 2007년 기준으로 760,000명이다. 이곳에는 청나라의 황제였던 홍타이지의 무덤이 있고 이곳에는 베이링 공원(北陵公園)이 조성되어있다. 황구 구에는 랴오닝 맨션 호텔이 있다. 또한 랴오닝 성 정부도 이곳에 있다. 황구 구의 이름은 황구툰 마을에서 유래되었는데 이곳은 황구툰 사건이 일어난 곳이기도 하다.

## 행정 구역
20개 가도를 관할한다.
- 가도: 怒江街道, 辽河街道, 向工街道, 黑龙江街道, 太平街道, 昆山街道, 寿泉街道, 三台子街道, 崇山街道, 明廉街道, 泰山街道, 塔湾街道, 克俭街道, 黄河街道, 亚明街道, 陵北街道, 华山街道, 新乐街道, 長江街道, 三洞桥街道.